# Pascan Aviation
Pascan Aviation — региональная авиакомпания Канады со штаб-квартирой в Сент-Хьюберт (провинция Квебек), выполняющая регулярные пассажирские перевозки по 12 пунктам назначения в Квебеке, в один аэропорт Лабрадора и в один порт провинции Онтарио, а также работающая на рынке чартерных пассажирских авиаперевозок всех трёх провинцией.
Портом приписки авиакомпании и её главным транзитным узлом (хабом) является Аэропорт Монреаль/Сент-Хьюберт, в котором компания имеет собственный сервисный центр (FBO) по обслуживанию воздушных судов и сервисному обслуживанию пассажиров.

## История
Авиакомпания Pascan Aviation была создана в 1999 году бизнесменом Сержом Шароном и с момента своего образования позиционирует себя в качестве независимого регионального авиаперевозчика провинции Квебек.

## Пункты назначения
В марте 2009 года авиакомпания Pascan Aviation выполняла регулярные пассажирские рейсы по следующим пунктам назначения:

### Онтарио
- Торонто — Международный аэропорт Торонто Пирсон

### Лабрадор
- Вабуш — Аэропорт Вабуш

### Квебек
- Ла-Бэ — Аэропорт Баготвилл
- Бэ-Комо — Аэропорт Бэ-Комо
- Бонавентура — Аэропорт Бонавентура
- Гатино — Административный аэропорт Гатино/Оттава
- Иль-де-ла-Мадлен — Аэропорт Иль-де-ла-Мадлен
- Мон-Жоли — Аэропорт Мон-Жоли
- Квебек — Международный аэропорт Квебек-сити имени Жана Лесажа
- Руин-Норанда — Аэропорт Руин-Норанда
- Сент-Хьюберт — Аэропорт Монреаль/Сент-Хьюберт
- Сет-Иль — Аэропорт Сет-Иль
- Вал-Дьор — Аэропорт Вал-Дьор
- Вабуш — Аэропорт Вабуш

## Флот
По состоянию на октябрь 2009 года воздушный флот Pascan Aviation: